# Lutzomyia llanosmartinsi
Lutzomyia llanosmartinsi är en tvåvingeart som först beskrevs av Fraiha H., Ward R. D. 1980.  Lutzomyia llanosmartinsi ingår i släktet Lutzomyia och familjen fjärilsmyggor. Inga underarter finns listade i Catalogue of Life.